# 征东元帅府
征东元帅府，又称征东招讨司或东征元帅府，是元朝镇守黑龙江下游及库页岛等地的军事机构。隶属于辽阳等处行中书省，先后为其下开元路、水达达路管辖。治所位于黑龙江下游东岸靠近入海口的奴儿干城（今俄罗斯尼古拉耶夫斯克特林）。居民主要为女真水达达与吉里迷。元朝初年，因骨嵬（今库页岛）越海掠吉里迷人，特设征东招讨司镇守其地。元世祖至元二十三年（1291年），驻奴尔干的征东招讨使塔塔儿带、杨兀鲁带曾率兵万人、船千艘征骨嵬。元人黄缙对东征元帅府的山川形势和当地居民生活情况曾如此描述：“东征元帅府，道路险阻，崖石错立，盛夏水活，乃能行舟；冬则以犬驾耙行冰上。地无禾黍，以鱼代食”。元朝灭亡后，明朝曾在此处设奴兒干都指揮使司（1409年－1434年），治所亦在元征东元帅府旧地。